# 北海道炭礦鉄道15号形蒸気機関車

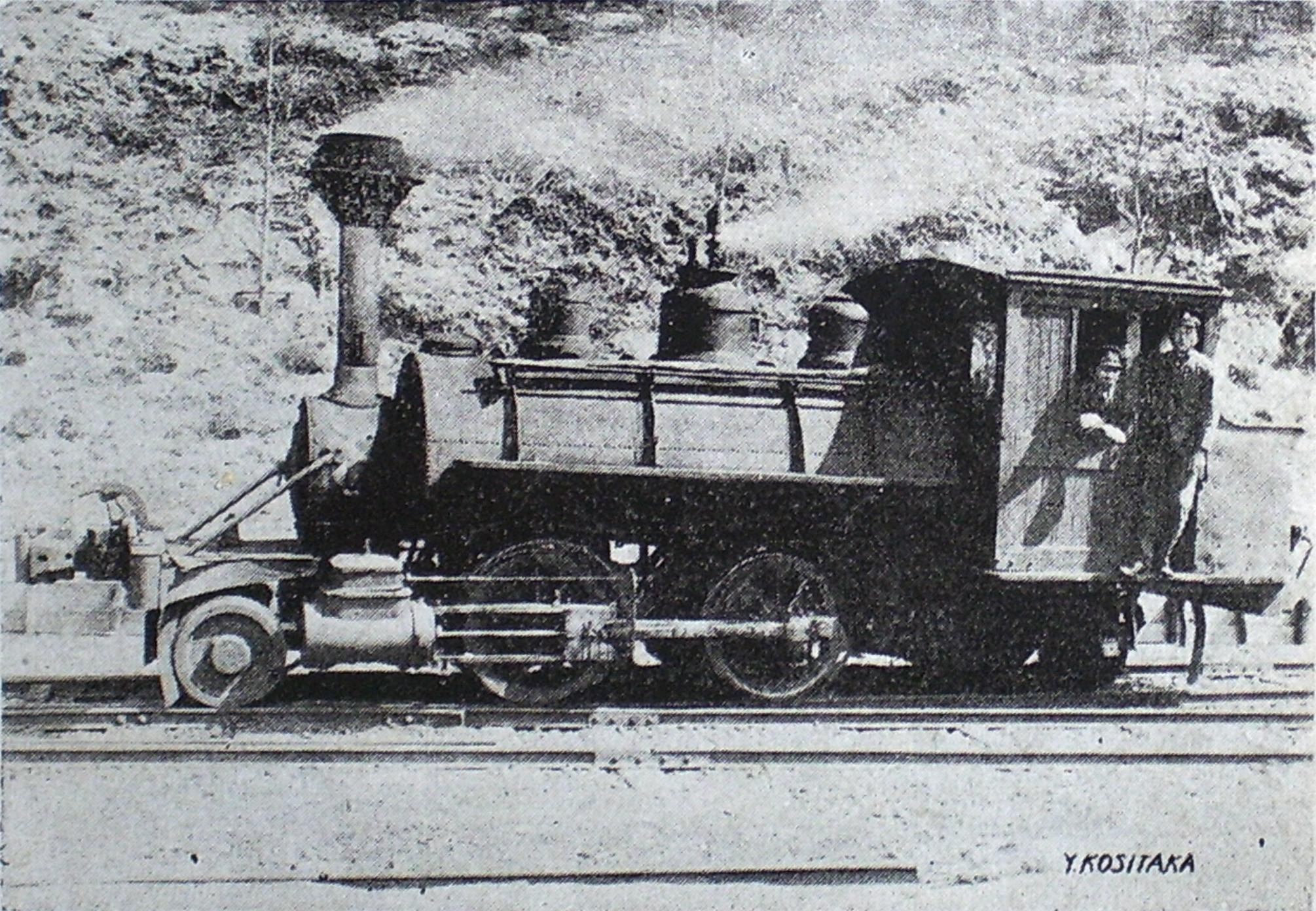
流山鉄道甲2形

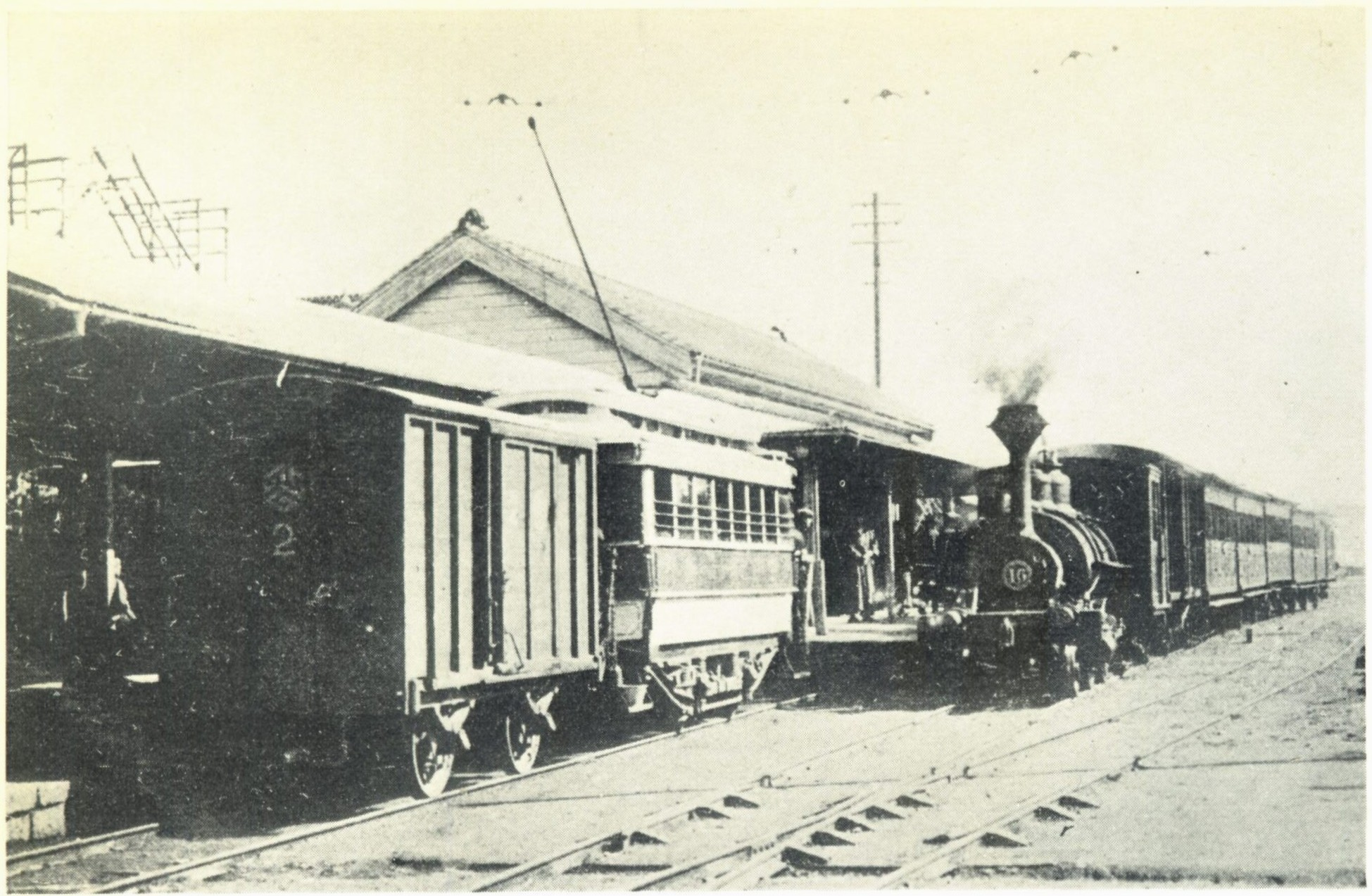
豆相鉄道移籍後の16号。三島町駅（現・三島田町駅）、1908-1914年?

北海道炭礦鉄道15号形蒸気機関車（ほっかいどうたんこうてつどう15ごうがたじょうききかんしゃ）は、かつて北海道炭礦鉄道に在籍したタンク式蒸気機関車である。
なお、この形式名は便宜的に付したもので、実車は北海道炭礦鉄道で形式称号が制定される以前に売却されたため、形式を付与されていない。本形式を「ハ形（初代）」、2代目15号を「ハ形（2代目）」とする文献があるが、これは誤りである。

## 概要
本形式は1890年（明治23年）8月に、アメリカのボールドウィン・ロコモティブ・ワークスで2両を製造（製造番号11212, 11213）したものである。メーカーにおける種別呼称は8-12 1/4C、車軸配置2-4-2(1B1)のサドルタンク機で、番号は15, 16（いずれも初代）であった。
形態的にはアメリカ古典形で、運転室は木製、第2缶胴上に蒸気ドームを設けており、その前後に砂箱を有した。先台車、従台車ともビッセル式であったが、従輪は外側台枠式であった。
北海道炭礦鉄道では、室蘭線、空知線の着工に合わせて発注され、両線の岩見沢付近で建設に使用された。工事完成後は、入換や小列車の運転に使用されたものと推定される。本形式は、もとより小型である上、先輪、従輪を有するため軸重が過小で、なおかつ、シリンダ引張力も小さかったため、入換用にはより強力な機関車を導入するつもりで、早くから譲渡先を物色していた。1898年（明治31年）には豆相鉄道（現在の伊豆箱根鉄道駿豆線）の開業用に2両とも譲渡され、番号は変更せずに使用された。同年には、早くも欠番を埋める2代目15, 16が製造されている。
豆相鉄道は経営不振により、伊豆鉄道（1907年）、駿豆電気鉄道（1912年）、富士水電（1916年）、駿豆鉄道（1917年）と事業譲渡や合併を繰り返したが、1918年（大正7年）の電化により用途を失い、1924年（大正13年）に流山鉄道（現在の流鉄流山線）に譲渡された。両機は番号もそのまま、前後端梁のカウキャッチャーが外された以外は大きな改造も行われず、ほぼ原形を保ったまま長らく使用された。廃車は、15が1937年（昭和12年）、16が1938年（昭和13年）である。

## 主要諸元
- 全長：9,233mm（前後端梁間は7,125mm）
- 全高：3,289mm
- 軌間：1,067mm
- 車軸配置：2-4-2(1B1)
- 動輪直径：914mm
- 弁装置：スチーブンソン式アメリカ型
- シリンダー（直径×行程）：229mm×406mm
- ボイラー圧力：8.1kg/cm2
- 火格子面積：0.75m2
- 全伝熱面積：23.4m2
- 機関車運転整備重量：17.8t
- 機関車動輪上重量（運転整備時）：13.2t
- 水タンク容量：1.64m3
- 燃料積載量：1.02t
- 機関車性能
  - シリンダ引張力（0.85P）：1,610kg